# Sychrov (hrad)
Sychrov (též Hrádek) je zřícenina hradu v Rabštejně nad Střelou u Manětína v okrese Plzeň-sever. Nachází se v západní části historického městečka v nadmořské výšce okolo 480 metrů. Od sousedního rabštejnského hradu ho odděluje přírodní úžlabina, kterou vede silnice ze Žihle do Stvolen. Zbytky hradu byly dlouho považovány za předsunuté opevnění sousedního hradu nebo za součást městských hradeb, v jejichž rámci je chráněn jako kulturní památka.

## Historie
První písemná zmínka o hradu pochází z roku 1439, ale založen byl nejspíše za vlády Karla IV. rabštejnským purkrabím Jindřichem z Rabštejna, kterému král daroval vesnice Kotaneč a Hrádek. V roce 1439 sloužil jako sídlo Jindřichovi z Rabštejna a jeho potomci jej vlastnili do roku 1508. V tom roce hrad výměnou za Hostouň získal Kryštof z Gutštejna, ale už v následujícím roce jej král Vladislav Jagellonský zkonfiskoval a připojil k Rabštejnu. V roce 1518 Rabštejn od krále Ludvíka Jagellonského získali Šlikové, kteří Sychrov ponechali svému osudu. Jako hrad je naposledy zmiňován v roce 1523.
Poloha hradu je nejasná. Podle Augusta Sedláčka a Václava Kočky se nacházel v Rabštejně nad Střelou nebo v jeho blízkosti. Lokalitu na okraji bývalého městečka spojil s písemnými prameny na základě terénního průzkumu Tomáš Durdík. To odmítl Vladislav Razím, podle kterého je lokalita předsunutou baštou rabštejnského městského opevnění. Vycházel při tom z dendrochronologického datování stropního trámu z přízemí věže pocházejícího až z doby po roce 1504.

## Stavební podoba

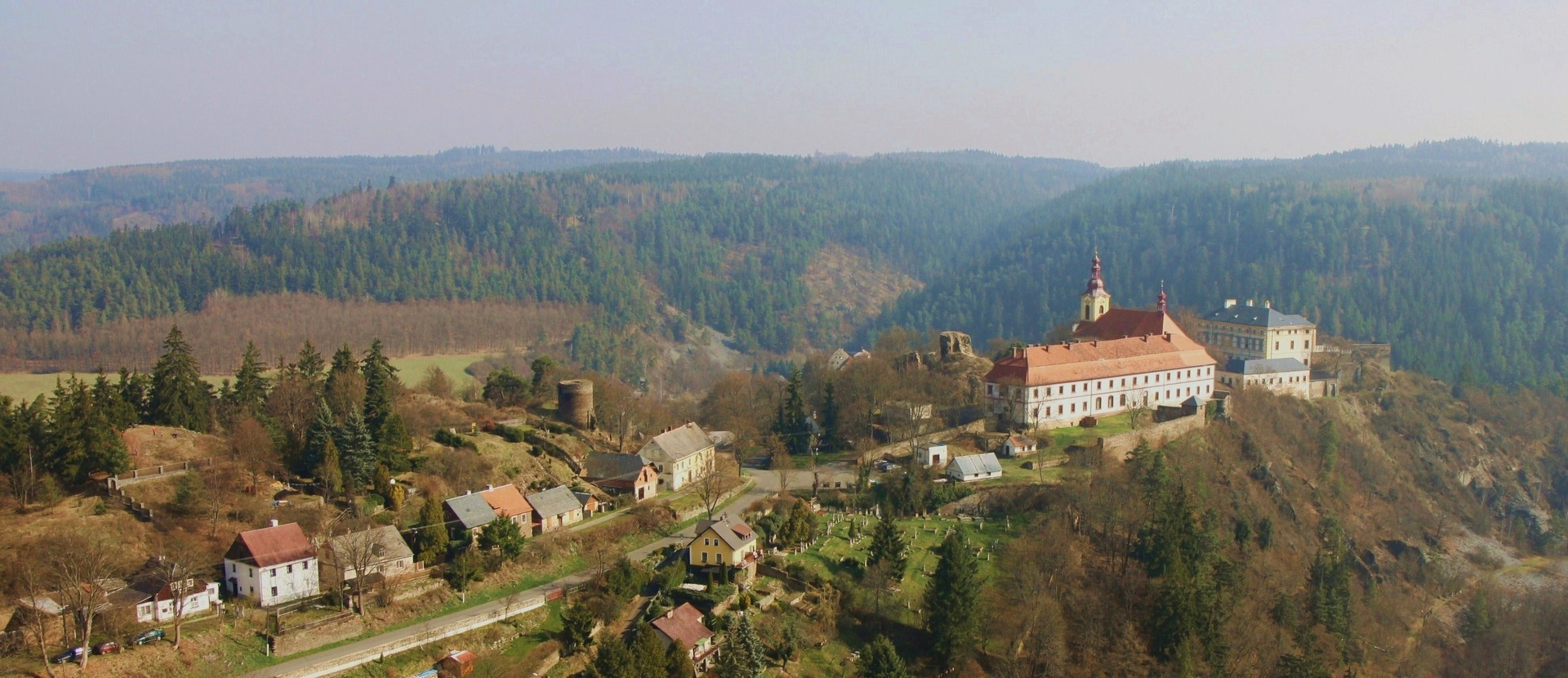
Areál sychrovského hradu v levé části fotografie

Sychrov patřil mezi hrady bergfritového typu. Hradní areál měl přibližně obdélníkový půdorys s rozměry 60 × 40 metrů. Na západě ho tvořila trojúhelníkovitá plošina považovaná za předsunuté opevnění, za kterou následoval široký příkop a hradní jádro, u jehož severní strany stával palác. Součástí paláce byl dochovaný ve skále vysekaný sklípek. Obvodové hradby se dochovaly pouze v terénních náznacích. Dominantou hradu je okrouhlý bergfrit dochovaný do výše prvního patra (asi osm metrů). Do věže se vcházelo portálkem v prvním patře, jehož vytrhané ostění bylo nahrazeno vyzdívkou z lomového kamene. Z jižní strany věže vybíhá krátký střep obvodové hradby. Průměr věže měří asi sedm metrů a zdi jsou tlusté 2,7 metru.